# Вирума
Виру или Вирума (ест. Võru maakond) је округ у републици Естонији, у њеном крајњем југоисточном делу. Управно средиште округа је истоимени град Виру.
Виру округ је унутаркопнени округ у Естонији. Својом јужном границом је гранични округ ка Летонији, а источном ка Русији и то је једини округ у држави са границом ка две земље. На северу се округ граничи са округом Пилва, а на западу са округом Валга.
Посебност округа су месне естонске групе Виру и Сету, код којих се уочава утицај истока. То је посебно изражено код Сету групе, јединог дела естонског народа који припада православљу.

## Урбана насеља
- Виру
- Антсла